# Synaptomys morgani
Synaptomys morgani is een fossiele woelmuis uit het geslacht der lemmingmuizen (Synaptomys) die gevonden is in het Vroeg-Pleistoceen (Irvingtonien) van de Amerikaanse staat Florida. Waarschijnlijk is het de voorouder van zowel de levende zuidelijke lemmingmuis (S. cooperi) als zijn grotere fossiele verwant S. australis. De soort is benoemd naar Gary Morgan, voor zijn onderzoek naar de Pleistocene fossiele zoogdieren van Florida. Deze soort is bekend van zeven onderkaken en een groot aantal losse tanden.
S. morgani is groter dan S. cooperi, maar kleiner dan S. australis. Kenmerken van onder andere het schmelzmuster van de kiezen bevestigen de verwantschap met deze twee soorten. De eerste bovenkies (M1) is 2,63 tot 3,26 bij 1,41 tot 1,73 millimeter (n=12), de tweede 2,11 tot 2,45 bij 1,17 tot 1,37 millimeter (n=9) en de derde 2,30 tot 2,72 bij 1,10 tot 1,33 millimeter (n=14). De eerste onderkies (m1) is 2,72 tot 3,36 bij 1,02 tot 1,34 millimeter (n=16), de tweede 1,83 tot 2,23 bij 1,29 tot 1,60 millimeter (n=14) en de derde 1,81 tot 2,26 bij 1,14 tot 1,78 millimeter (n=13).